# Jamey Sheridan
Jamey Sheridan est un acteur américain, né le 12 juillet 1951 à Pasadena, en Californie.

## Biographie
Il s'est marié en 1993 avec l'actrice Colette Kilroy, avec qui il a eu trois enfants. Il a commencé sa carrière au théâtre et a été nommé au Tony Award pour son rôle dans la pièce All My Sons.
Il est surtout connu pour ses rôles récurrents dans les séries télévisées New York, section criminelle et Homeland, ainsi que pour avoir interprété Randall Flagg dans la mini-série Le Fléau. Entre 2013 et 2014, il a interprété le père de l'agent Timothy McGee dans la série NCIS : Enquêtes spéciales.

## Filmographie

### Cinéma
- 1986 : Jumpin' Jack Flash : l'officier de police
- 1988 : Distant Thunder de Rick Rosenthal
- 1990 : Stanley et Iris : Joe Fuller
- 1990 : Hold-up à New-York : Mugger
- 1991 : Le Plus Beau Cadeau du monde : Michael O'Fallon
- 1991 : Talent for the Game : Tim Weaver
- 1992 : Une étrangère parmi nous : Nick
- 1992 : Intimes Confessions : Doug McDowell
- 1997 : Ice Storm : Jim Carver
- 1999 : Broadway, 39ème rue : John Adair
- 2001 : La Maison sur l'océan : Peter Kimball
- 2005 : Syriana : Terry
- 2008 : Le Prix du silence : Oscar Van Doren
- 2009 : Handsome Harry : Harry Sweeney
- 2013 : The East : Richard Cannon
- 2015 : Spotlight : Jim Sullivan
- 2016 : Sully : Ben Edwards
- 2017 : Battle of the Sexes de Jonathan Dayton et Valerie Faris : Ken Rosewall
- 2018 : Lizzie de Craig William Macneill : Andrew Borden

### Télévision
- 1986 : Le Bras armé de la loi (One Police Plaza) de Jerry Jameson : Bo Davis
- 1990 - 1991 : Shannon's Deal (série télévisée - 11 épisodes) : Jack Shannon
- 1994 : Le Fléau (mini-série) : Randall Flagg
- 1995 - 1996 : La Vie à tout prix (série télévisée - 18 épisodes) : Dr John Sutton
- 2001 - 2006 : New York, section criminelle (série télévisée - 111 épisodes) : Capitaine James Deakins
- 2002 : L'Enfer à domicile (téléfilm) : Steve Glover
- 2009 - 2010 : Trauma (série télévisée - 20 épisodes) : Dr Joseph Saviano
- 2011 - 2012 : Homeland (série télévisée, 17 épisodes) : Vice-Président William Walden
- 2012 - 2016 : Arrow (série télévisée, 5 épisodes) : Robert Queen
- 2012 : Game Change (téléfilm) : Mark Salter, conseilleur et concepteur de discours
- 2013 : NCIS : Enquêtes spéciales (série télévisée - 1 épisode) : Navy Admiral John McGee
- 2013 : Smash (série télévisée - 5 épisodes) : Richard Francis
- 2014 : Suits (série télévisée - 1 épisode) : Charles Van Dyke
- 2022 : Grace et Frankie (série télévisée - 1 épisode) : Jeffrey